# Phil Bosmans
Phil Bosmans (Gruitrode, 1 juli 1922 – Mortsel, 17 januari 2012) was een Belgisch pater en schrijver.

## Biografie
Bosmans werd geboren in het Limburgse Gruitrode op 1 juli 1922. Zijn vader was een kleine boer. Het gezin telde vier kinderen. Toen hij zestien was verhuisde de familie naar Genk. Hij bracht een groot deel van zijn jeugd door in de onmiddellijke omgeving van de mijnen en de mijnwerkers.
In 1941 trad hij in Rotselaar in bij de paters montfortanen. Hij bleef er tot het einde van de oorlog. In 1945 trok hij naar Oirschot in Nederland waar hij op 7 maart 1948 priester werd gewijd.
In 1954 stortte Phil Bosmans in. Twee jaar lang kon hij amper iets doen. Zijn oversten wilden hem niet belasten en gaven hem veel vrije tijd. Zo kon hij ingaan op het verzoek van pater Loop om de Bond zonder Naam in Vlaanderen te helpen uitbouwen. Vanaf 1957 legde Bosmans zich volledig toe op de realisatie ervan.
Uitgeverij Lannoo kwam met het idee honderd telefoonboodschappen die hij geschreven had, te bundelen tot het boek ‘Menslief, ik hou van je’. Het verscheen in 1972. Het werd het meest verkochte boek in Vlaanderen. En toen heel tv-kijkend Nederland tijdens een show met Mies Bouwman ter gelegenheid van een jubileum van koningin Juliana zag hoe iemand dit werkje aan de koningin cadeau gaf, werd het de grootste bestseller in de geschiedenis van deze uitgeverij. In Vlaanderen en Nederland werden er 800.000 exemplaren verkocht en in Duitsland twee miljoen. Het boek is zelfs vertaald naar het Esperanto. In totaal werden zijn werken vertaald in 26 talen. Over de hele wereld werden ongeveer 10 miljoen exemplaren verkocht van zijn boeken.
In 1968 en 1991 ontving Phil Bosmans de Visser Neerlandiaprijs. In datzelfde jaar mocht hij ook de prijs van de Vlaamse Gemeenschap in ontvangst nemen.
Tot 1991 was Phil Bosmans voorzitter en afgevaardigd beheerder van de Bond zonder Naam. Op 1 juli 1991 werd hij officieel opgevolgd door de scheutist Frans Van Oudenhove.
In december 1994 kreeg Phil Bosmans een zwaar verkeersongeval. Enkele maanden later werd hij bovendien nog getroffen door een herseninfarct. Sinds de beroerte was pater Bosmans gehandicapt. Zijn rechterarm en -been waren verlamd. Bosmans woonde in Kontich, waar hij rustig van het leven trachtte te genieten. Op 17 januari 2012 stierf hij in een ziekenhuis in Mortsel.
In augustus 2012 werd in Gruitrode het Royerplein omgedoopt tot het Phil Bosmansplein. Het monument zelf is van de hand van Jo Klaps.
In Kontich-Kazerne is het plein voor de kerk eveneens omgedoopt tot het Phil Bosmansplein en staat er een borstbeeld van kunstenaar Antoon Luyckx.
Aangezien het plein alleen maar de kerkgemeenschap huisvest, levert de herbenaming van dit plein voor niemand een adreswijziging op.
Bosmans woonde de laatste jaren van zijn leven in het klooster van de Montfortanen in Kontich-Kazerne.

## Publicaties
- Applaus voor de schepping
- Applaus voor het leven
- Beste wensen
- Bloemen van geluk moet je zelf planten
- Dagboek 365
- Een gelukkig mens is er twee waard
- God niet te geloven
- Iemand met een hart onder zijn jas
- In de zevende hemel
- In liefde weer mens worden
- Ja! alleen de optimisten zullen overleven!
- Je leeft maar een dag vandaag
- Leven is de moeite waard
- Maak tijd voor de vriendschap
- Menslief ik hou van je
- Menslief ik wens je vrede en alle goeds
- Neem je tijd om gelukkig te zijn
- Zomaar voor jou
- Zon blijft schijnen
- Zonnestralen van de schepping
- Zonnestralen van geluk
- Zonnestralen van hoop
- Zonnestralen van liefde
- Zonnestralen van vreugde
- Zonnestralen van vriendschap
- Zonnestralen voor elke dag
- Zonnestralen voor het hart